# Arondismentul Saint-Denis (Réunion)
Arondismentul Saint-Denis (în franceză Arrondissement de Saint-Denis) este un arondisment din Réunion, Franța.

## Componență

### Cantoane
- Saint-André-1 (parțial)
- Saint-Denis-1
- Saint-Denis-2
- Saint-Denis-3
- Saint-Denis-4
- Sainte-Marie

Cantoanele Le Port (1și 2) și La Possession, care anterior au făcut parte din Arondismentul Saint-Denis, au fost transferate la 1 septembrie 2006 în Arondismentul Saint-Paul.

### Comune
- Saint-Denis (97411)
- Sainte-Marie (97418)
- Sainte-Suzanne (97420)